# Transportes Aéreos da Índia Portuguesa
Transportes Aéreos da Índia Portuguesa (auch bezeichnet als TAIP) war eine portugiesische Fluggesellschaft, die Linienflüge innerhalb der Kolonie Portugiesisch-Indien sowie international von Goa nach Lissabon und Mosambik durchgeführt hat. Das Unternehmen musste seinen Betrieb im Dezember 1961 einstellen, als Indien die portugiesischen Gebiete gewaltsam annektierte.

## Geschichte
Nachdem Indien im Jahr 1947 seine Unabhängigkeit von Großbritannien erhalten hatte, forderte es die drei portugiesischen Besitztümer Goa, Damão und Diu zurück, welche zusammen das Koloniegebiet Portugiesisch-Indien bildeten. Weil Portugal sich weigerte, die Territorien abzutreten, blockierte Indien deren Landzugänge in den frühen 1950er-Jahren. Die portugiesische Regierung gab daraufhin im Jahr 1951 den Neubau von Flughäfen in Goa, Damão und Diu in Auftrag, um die drei voneinander getrennten Regionen auf dem Luftweg zu verbinden.
Zur Durchführung der Flüge in Portugiesisch-Indien wurde Anfang 1955 die staatliche Gesellschaft Serviços de Transportes Aéreos da Índia Portuguesa (STAIP) gegründet. Die portugiesische Regierung bestellte zwei werksneue De Havilland DH.114 Heron für das Unternehmen und beauftragte Austen Goodman Solano de Almeida, einen Major der portugiesischen Luftwaffe, mit dem Aufbau und der Leitung der neuen Fluggesellschaft. Ende Mai 1955 wurden die ersten Techniker nach Goa befördert, um die zur Betriebsaufnahme notwendigen Wartungseinrichtungen auf dem Flughafen Dabolim zu errichten. Gleichzeitig nahmen die künftigen Piloten an Schulungen des Herstellers De Havilland Aircraft Company im britischen Hatfield teil, um ihre Musterberechtigung für die DH.114 Heron zu erhalten. Die erste Maschine (Luftfahrzeugkennzeichen: CR-IAA) wurde am 2. August 1955 von Lissabon nach Goa überführt und traf dort am 10. August ein.
Die Aufnahme des Linienflugbetriebs erfolgte am 16. August 1955 zwischen Goa und Diu unter dem geänderten Namen Transportes Aéreos da Índia Portuguesa (TAIP). Damão wurde erstmals am 29. August 1955 von Goa angeflogen. Daneben bediente TAIP von Beginn an eine Linienstrecke nach Karatschi (Pakistan), wo internationale Anschlussverbindungen bestanden. Ende September 1955 stellte die Gesellschaft ihre zweite Heron (CR-IAB) in Dienst. Weil sich die 14-sitzigen Flugzeuge als zu klein erwiesen, wurden Anfang 1956 zwei gebrauchte Vickers Viking (CR-IAC und CR-IAD) erworben, die Platz für 27 Passagiere boten. Die Maschinen trafen am 13. März und 17. Mai 1956 in Goa ein. Im Geschäftsjahr 1956 beförderte die Gesellschaft mit ihren vier Flugzeugen 2.885 Passagiere, 6.157 kg Fracht und 26.805 kg Luftpost.
Das Staatsunternehmen kaufte im Dezember 1957 zwei gebrauchte Douglas DC-4 (CR-IAE und CR-IAF) von einem US-amerikanischen Flugzeughändler, um in Kooperation mit Transportes Aéreos Portugueses (TAP) eigene Langstreckenflüge zwischen Goa und Lissabon durchzuführen. Die Strecke wurde mit planmäßigen Zwischenlandungen in Karatschi, Bahrain, Damaskus und Malta bedient. Daneben nahm TAIP Liniendienste von Goa über Karatschi, Aden und Daressalam in die portugiesische Kolonie Mosambik auf, wo sie die Städte Beira und Lourenço Marques anflog. Die zwei DH.114 Heron wurden nach der Indienststellung der beiden Douglas DC-4 an die in Portugiesisch-Guinea ansässige Fluggesellschaft Transportes Aéreos da Guiné Portuguesesa (TAGP) abgetreten. Im Sommer 1961 erwarb TAIP drei Douglas DC-6 von Pan American World Airways. Die ersten zwei Maschinen (CR-IAG und CR-IAH) wurden am 3. August und 12. September 1961 ausgeliefert, die dritte Douglas DC-6 (CR-IAI) folgte im November.
Am 18. Dezember 1961 bombardierten indische Kampfflugzeuge den internationalen Flughafen in Goa und beschädigten das Terminal sowie die Startbahn schwer. Parallel dazu marschierten indische Truppen in die portugiesischen Kolonialgebiete ein. Mit Ausnahme der letzten Vickers Viking (CR-IAC), die zu dieser Zeit in einem Hangar gewartet wurde, gelang es in der Nacht vom 18. auf den 19. Dezember 1961 alle noch in Goa verbliebenen Maschinen der TAIP über Karatschi nach Lissabon auszufliegen. Die Gesellschaft stellte ihren Betrieb daraufhin ein und wurde im Jahr 1962 aufgelöst. Die Flugzeuge des Staatsunternehmens übernahm die portugiesische Luftwaffe.

## Flotte

### Flotte bei Betriebseinstellung
Anfang Dezember 1961 bestand die Flotte aus zwei Douglas DC-4, drei Douglas DC-6 und einer Vickers Viking.

### Zuvor eingesetzte Flugzeuge
- De Havilland DH.114 Heron (betrieben von 1955 bis 1957)
- Douglas DC-4 (betrieben von 1957 bis 1961)
- Douglas DC-6B (betrieben 1961)
- Vickers Viking 1B (betrieben von 1956 bis 1961)

## Zwischenfälle
- Am 2. November 1957 kollidierte eine vom Flughafen Goa-Dabolim kommende Vickers Viking 1B der portugiesischen Transportes Aéreos da Índia Portuguesa (TAIP) (Luftfahrzeugkennzeichen CR-IAD) bei der Landung auf dem Flughafen Karachi (Pakistan) mit dem Hauptquartiers-Gebäude der Flughafenfeuerwehr. Dabei wurde das Flugzeug irreparabel beschädigt. Alle 27 Insassen, drei Besatzungsmitglieder und 24 Passagiere, überlebten den Unfall.[10]